# 王治爽
王治爽（WANG Zhishuang，1989年1月5日—），中国女子曲棍球運動員，亦為中国国家女子曲棍球队成員。

## 簡歷
2010年11月，王治爽代表中國出戰廣州亞運會，參加曲棍球比賽，奪得金牌。